# Buchheimer Mühle

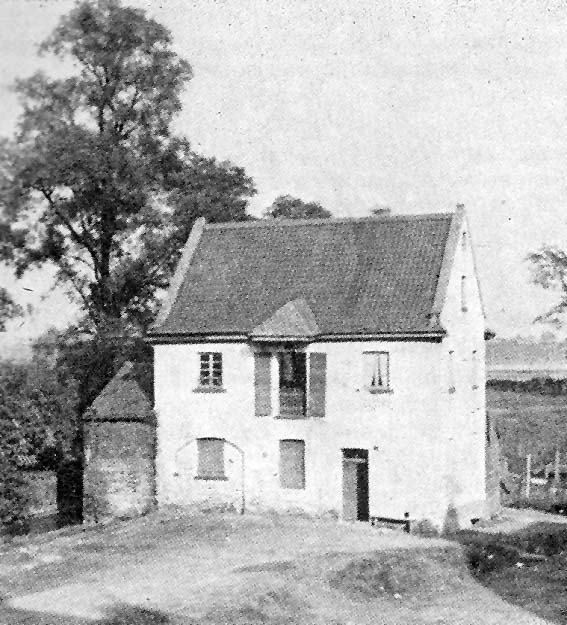
Ehemalige Buchheimer Mühle um 1900

Die Buchheimer Mühle war eine Wassermühle in Köln-Buchheim an der Strunde.

## Geschichte
Noch nach dem Ersten Weltkrieg floss die Strunde weiter zur Buchheimer Mühle, die ihren Standort an der Kirchgasse hatte und mit ihrem Mühlen- und Ackergelände westlich an die Frankfurter Straße grenzte. Sie hatte ein unterschlächtiges Wasserrad und gehörte zum nahe gelegenen Buchheimer Hof. Über die Frühzeit der Mühle sind keine Unterlagen vorhanden. Erstmals wird mit dem 18. August 1899 ein Datum erwähnt, an dem die Mühle an Wilhelm Kuttenkeuler und seine Ehefrau Katharina verkauft wurde. Zu dieser Zeit handelte es sich um eine Getreidemühle. Das Ehepaar Kuttenkeuler verkaufte die Mühle am 7. September 1907 an die Stadtgemeinde Mülheim. Sie wurde im Jahr 1910 abgebrochen.